# Холандија на Европском првенству у атлетици у дворани 2021.
Холандија је учествовала на 36. Европском првенству у дворани 2021 који се одржао у Торуњу, Пољска, од 4. до 7. марта. Ово је било тридесет шесто европско првенство у дворани на којем је Холандије учествовала, односно учествовала је на свим првенствима до данас. Репрезентацију Холандије представљало је 31 спортиста (16 мушкараца и 15 жена) који су се такмичили у 17 дисциплина (9 мушких и 8 женских).
Холандија је заузела 1 место по броју освојених медаља са 7 медаља (4 златне, 1 сребрна и 2 бронзане.)   У табели успешности према броју и пласману такмичара који су учествовали у финалним такмичењима (првих 8 такмичара) Холандија је са 14 учесника у финалу заузела 3. место са 75,50 бодова.
| Плас. | Земља     | 1. место | 2. место | 3. место | 4. место | 5. место | 6. место | 7. место | 8. место | Бр. финал.-Бод. |
| ----- | --------- | -------- | -------- | -------- | -------- | -------- | -------- | -------- | -------- | --------------- |
| 3.    | Холандија | 4–32     | 1–7      | 2–12     | 1–5      | 4–15,50  | –        | 2–4      | –        | 14–75,50        |

## Учесници
| Мушкарци: - Јорис ван Гол — 60 м - Тони вон Дипен — 400 м, 4х400 м - Лимарвин Боневасија — 400 м, 4х400 м - Јохем Добер — 400 м, 4х400 м - Дјоао Лоблес — 800 м - Тијмен Куперс — 800 м - Јирген Виларт — 800 м - Брам Андерисен — 1.500 м - Валентејн Вејнанс — 1.500 м - Махади Абди Али — 1.500 м - Мике Фопен — 3.000 м - Кун Смет — 60 м препоне - Рамсеј Ангела — 4х400 м - Мено Влон — Скок мотком - Рик Там — Седмобој - Питер Браун — Седмобој | Жене: - Јамиле Самуел — 60 м - Наоми Седнеј — 60 м - Фемке Бол — 400 м, 4х400 м - Лике Клавер — 400 м, 4х400 м - Лисане де Вите — 400 м, 4х400 м - Брегје Слот — 800 м - Сузане Ворипс — 800 м - Брит Умелс — 800 м - Морин Костер — 3.000 м - Јип Вастенбург — 3.000 м - Надин Висер — 60 м препоне - Зу Седнеј — 60 м препоне - Марит Дофејде — 4х400 м - Јесика Шилдер — Бацање кугле - Надин Брурсен — Петобој |  |

## Освајачи медаља (7)

### Злато (4)
- Јохем Добер, Лимарвин Боневасија, 
 Рамсеј Ангела, Тони вон Дипен — 4х4 м
- Фемке Бол — 400 м
- Надин Висер — 60 м препоне
- Лике Клавер, Марит Дофејде, 
 Лисане де Вите, Фемке Бол — 4х4 м

### Сребро (1)
- Тони вон Дипен — 400 м

### Бронза (2)
- Лимарвин Боневасија — 400 м
- Јамиле Самуел — 60 м

## Резултати

### Мушкарци
| Атлетичар                                                       | Дисциплина   | Лични рекорд | Квалификације   | Квалификације   | Полуфинале            | Полуфинале            | Финале                | Финале               | Детаљи                                   |
| Атлетичар                                                       | Дисциплина   | Лични рекорд | Резултат        | Место           | Резултат              | Место                 | Резултат              | Место                | Детаљи                                   |
| --------------------------------------------------------------- | ------------ | ------------ | --------------- | --------------- | --------------------- | --------------------- | --------------------- | -------------------- | ---------------------------------------- |
| Јорис ван Гол                                                   | 60 м         | 6,58         | Дисквалификован | Дисквалификован | Није се квалификовао  | Није се квалификовао  | Није се квалификовао  | Није се квалификовао |                                          |
| Тони вон Дипен                                                  | 400 м        | 46,13        | 46,54 КВ        | 1. у гр. 6      | 46,06 КВ, ЛР          | 1. у гр. 1            | 46,25                 |                      |                                          |
| Лимарвин Боневасија                                             | 400 м        | 45,99 НР     | 46,69 (.687) КВ | 1. у гр. 9      | 46,75 КВ              | 1. у гр. 2            | 46,30                 |                      |                                          |
| Јохем Добер                                                     | 400 м        | 46,51        | 47,05 КВ        | 1. у гр. 2      | 46,56 КВ              | 1. у гр. 3            | 46,82                 | 5 / 48 (49)          |                                          |
| Дјоао Лоблес                                                    | 800 м        | 1:46,65      | 1:50,29         | 6. у гр. 5      | Нису се квалификовали | Нису се квалификовали | Нису се квалификовали | 24 / 38 (39)         |                                          |
| Тијмен Куперс                                                   | 800 м        | 1:46,21      | 1:50,38         | 5. у гр. 2      | Нису се квалификовали | Нису се квалификовали | Нису се квалификовали | 26 / 38 (39)         |                                          |
| Јирген Виларт                                                   | 800 м        | 1:48,16      | 1:50,65         | 6. у гр. 3      | Нису се квалификовали | Нису се квалификовали | Нису се квалификовали | 29 / 38 (39)         |                                          |
| Брам Андерисен                                                  | 1.500 м      | 3:39,04      | 3:42,13         | 7. у гр. 3      |                       |                       | Нису се квалификовали | 24 / 50 (51)         | Архивирано на веб-сајту (30. април 2021) |
| Валентејн Вејнанс                                               | 1.500 м      | 3:42,22      | 3:42,34         | 7. у гр. 1      | 27 / 50 (51)          |                       | Нису се квалификовали |                      | Архивирано на веб-сајту (30. април 2021) |
| Махади Абди Али                                                 | 1.500 м      | 3:41,71      | 3:48,02         | 12. у гр. 2     | 46 / 50 (51)          |                       | Нису се квалификовали |                      | Архивирано на веб-сајту (30. април 2021) |
| Мике Фопен                                                      | 3.000 м      | 7:42,55      | 7:49,99         | 4. у гр. 3      | 10 / 31 (34)          |                       | Нису се квалификовали |                      |                                          |
| Кун Смет                                                        | 60 м препоне | 7,65         | 7,80 КВ         | 4. у гр. 2      | 7,69 кв               | 3. у гр. 3            | 7,73                  | 7 / 35               | Архивирано на веб-сајту (30. април 2021) |
| Јохем Добер, Лимарвин Боневасија, Рамсеј Ангела, Тони вон Дипен | 4 х 400 м    | 3:17,04 НР   |                 |                 |                       |                       | 3:06,06 ЕРС, НР       |                      |                                          |
| Мено Влон                                                       | Скок мотком  | 5,96         | 5,70 кв         | 1.              |                       |                       | 5,70                  | 5 / 14 (15)          |                                          |

#### Седмобој
| Дисциплина   | Рик Там   | Рик Там    | Рик Там | Рик Там | Рик Там     | Рик Там    |
| Дисциплина   | Лич. рек. | Рез.       | Бод.    | Плас.   | Укупно бод. | Пласман    |
| ------------ | --------- | ---------- | ------- | ------- | ----------- | ---------- |
| 60 м         | 6,92      | 6,94       | 904     | 3.      | 904         | 3.         |
| Скок удаљ    | 7,10      | 7,29       | 883     | 8.      | 1.787       | 6.         |
| Бацање кугле | 14,68     | 14,52 ЛРС  | 760     | 8.      | 2.547       | 5.         |
| Скок увис    | 2,01      | 2,04       | 840     | 5.      | 3.387       | 6.         |
| 60 препоне   | 7,78      | 8,13       | 949     | 5.      | 4.336       | 4.         |
| Скок мотком  | 5,02      | 4,80 ЛРС   | 849     | 6.      | 5.185       | 6.         |
| 1.000 м      | 2:40,06   | 2:35,35 ЛР | 926     | 1.      | 6.111       | 4.         |
| Седмобој     | 6.001     | -          |         |         | 6.111 ЛР    | 4 / 8 (12) |

| Дисциплина   | Питер Браун | Питер Браун | Питер Браун | Питер Браун | Питер Браун | Питер Браун |
| Дисциплина   | Лич. рек.   | Рез.        | Бод.        | Плас.       | Укупно бод. | Пласман     |
| ------------ | ----------- | ----------- | ----------- | ----------- | ----------- | ----------- |
| 60 м         | 7,20        | 7,25        | 796         | 12.         | 796         | 12.         |
| Скок удаљ    | 7,54        | 7,38        | 905         | 5.          | 1.701       | 9.          |
| Бацање кугле | 15,03       | 15,40 ЛР    | 814         | 3.          | 2.515       | 8.          |
| Скок увис    | 2,01        | 1,98        | 785         | 9.          | 3.300       | 10.         |
| 60 препоне   | 8,08        | НС          |             |             |             |             |
| Скок мотком  | 5,04        | НС          |             |             |             |             |
| 1.000 м      | 2:39,15     |             |             |             |             |             |
| Седмобој     | 6.072       | -           |             |             | НЗ          |             |

### Жене
| Атлетичарка    | Дисциплина   | Лични рекорд | Квалификације        | Квалификације    | Полуфинале            | Полуфинале            | Финале                                   | Финале                | Детаљи                                   |
| Атлетичарка    | Дисциплина   | Лични рекорд | Резултат             | Место            | Резултат              | Место                 | Резултат                                 | Место                 | Детаљи                                   |
| -------------- | ------------ | ------------ | -------------------- | ---------------- | --------------------- | --------------------- | ---------------------------------------- | --------------------- | ---------------------------------------- |
| Јамиле Самуел  | 60 м         | 7,14         | 7,27 (.268) КВ, =ЛРС | 1. у гр. 5       | 7,26 (.256) кв        | 3. у гр. 2            | 7,22 (.216) ЛРС                          |                       |                                          |
| Наоми Седнеј   | 60 м         | 7,22         | 7,27 (.267) КВ, ЛРС  | 2. у гр. 2       | 7,35                  | 4. у гр. 1            | Није се квалификовала                    | 18 / 37 (40)          |                                          |
| Фемке Бол      | 400 м        | 50,64 НР     | 52,77 КВ             | 1. у гр. 1       | 51,17 КВ              | 1. у гр. 3            | 50,63 ЕРС, НР, ЛР                        |                       |                                          |
| Лике Клавер    | 400 м        | 51,21        | 52,74 КВ             | 1. у гр. 2       | 52,09 (.081) КВ       | 2. у гр. 2            | 52,03                                    | 5 / 39                |                                          |
| Лисане де Вите | 400 м        | 51,90        | 52,82 КВ, =ЛРС       | 2. у гр. 2       | 53,10 (.093)          | 4. у гр. 1            | Није се квалификовала                    | 12 / 39               | Архивирано на веб-сајту (30. април 2021) |
| Брегје Слот    | 800 м        | 2:02,48      | 2:07,33              | 5. у гр. 2       | Нису се квалификовале | Нису се квалификовале | Нису се квалификовале                    | 30 / 34 (35)          |                                          |
| Сузане Ворипс  | 800 м        | 2:02,79      | 2:07,78              | 6. у гр. 3       | Нису се квалификовале | Нису се квалификовале | Нису се квалификовале                    | 31 / 34 (35)          |                                          |
| Брит Умелс     | 800 м        | 2:03,41      | Дисквалификована     | Дисквалификована | Није се квалификовала | Није се квалификовала | Није се квалификовала                    | Није се квалификовала |                                          |
| Морин Костер   | 3.000 м      | 8:44,63      | 8:56,91 КВ           | 4. у гр. 1       |                       |                       | Није завршила трку                       | Није завршила трку    |                                          |
| Јип Вастенбург | 3.000 м      | 8:52,76      | Дисквалификована     | Дисквалификована | Није се квалификовала | Није се квалификовала | Архивирано на веб-сајту (30. април 2021) |                       |                                          |
| Надин Висер    | 60 м препоне | 7,81 НР      | 7,92 КВ              | 1. у гр. 5       | 7,86 КВ               | 1. у гр. 2            | 7,77 СРС, ЕРС, НР, ЛР                    |                       | Архивирано на веб-сајту (30. април 2021) |
| Зу Седнеј      | 60 м препоне | 7,81         | 8,01 (.009) КВ       | 2. у гр. 1       | 7,99 (.988) кв        | 3. у гр. 3            | 8,00                                     | 7 / 40 (44)           | Архивирано на веб-сајту (30. април 2021) |
| Лике Клавер    | 4 х 400 м    | 3:54,93 НР   |                      |                  |                       |                       | 3:30,38 РЕП, ЕРС, НР                     |                       |                                          |
| Марит Дофејде  | 4 х 400 м    | 3:54,93 НР   |                      |                  |                       |                       | 3:30,38 РЕП, ЕРС, НР                     |                       |                                          |
| Лисане де Вите | 4 х 400 м    | 3:54,93 НР   |                      |                  |                       |                       | 3:30,38 РЕП, ЕРС, НР                     |                       |                                          |
| Фемке Бол      | 4 х 400 м    | 3:54,93 НР   |                      |                  |                       |                       | 3:30,38 РЕП, ЕРС, НР                     |                       |                                          |
| Јесика Шилдер  | Бацање кугле | 18,19        | 18,48 КВ             | 5.               |                       |                       | 18,69                                    | 5 / 17                |                                          |

#### Петобој
| Дисциплина   | Надин Брурсен | Надин Брурсен | Надин Брурсен | Надин Брурсен | Надин Брурсен | Надин Брурсен |
| Дисциплина   | Лич. рек.     | Резултат      | Бод.          | Плас.         | Укупно        | Плас.         |
| ------------ | ------------- | ------------- | ------------- | ------------- | ------------- | ------------- |
| 60 м препоне | 8,32          | 8,48          | 1.021         | 9.            | 1.021         | 9.            |
| Скок увис    | 1,93          | 1,77          | 941           | 8.            | 1.962         | 8.            |
| Бацање кугле | 14,59         | 14,04         | 797           | 3.            | 2.759         | 4.            |
| Скок удаљ    | 6,17          | БП            | 0             |               | 2.759         | 10.           |
| 800 м        | 2:14,97       | 2:21,97       | 797           | 9.            | 3.556         | 10.           |
| Петобој      | 4.830 НР      |               |               |               | 3.556         | 10 / 10 (12)  |